# Sulupali Grande
Sulupali Grande es una comunidad ubicada en la parte baja del Santa Isabel, en la provincia de Azuay, Ecuador.

### Geografía
Sulupali Grande se encuentra junto a los ríos Rircay y Mandur, a una altitud promedio de 1100 metros sobre el nivel del mar. Su clima es subtropical, lo que favorece la producción de diversos cultivos.

### Historia y Desarrollo
En 1985, Sulupali Grande fue una de las primeras comunidades de la región en contar con un puente colgante carrozable, construido por el Centro de Reconversión Económica del Azuay (CREA). Este puente sirvió como una conexión vital entre las comunidades de la zona baja y el centro cantonal. Sin embargo, en el año 2008, el puente quedó inhabilitado para el tránsito vehicular debido a fallas estructurales ocasionadas por una falla geológica. A pesar de los riesgos, los habitantes continuaron utilizando el puente para el tránsito peatonal hasta el año 2018, cuando fue definitivamente cerrado.

### Migración y Cambio Demográfico
La comunidad de Sulupali Grande ha experimentado cambios significativos debido a la migración. En la década de 2000, muchos residentes emigraron en busca de mejores oportunidades laborales. Otra ola migratoria ocurrió durante la pandemia de COVID-19, lo que redujo la población activa en la comunidad y afectó la dinámica económica y social.

### Economía y Producción
Históricamente, la caña de azúcar fue el cultivo predominante en la zona, junto con la producción de licor de caña. Actualmente, la producción de mangos y cítricos, como naranjas, limas y limones, es la actividad agrícola principal. Sin embargo, la venta de terrenos para la construcción de quintas vacacionales ha reducido la extensión de tierras dedicadas a la agricultura, cambiando el uso del suelo y el paisaje económico de la comunidad.

### Celebraciones y Tradiciones
La comunidad de Sulupali Grande celebra dos festividades importantes:
- Fiesta de la Virgen de las Nieves: Es la patrona de la comunidad y su festividad se celebra durante el segundo fin de semana de agosto (viernes, sábado y domingo). Esta celebración incluye actividades religiosas, procesiones y eventos culturales que atraen a residentes y visitantes.
- Fiesta de Fin de Año: Se trata de una tradición comunitaria en la que los habitantes se reúnen para despedir el año con celebraciones que incluyen bailes, eventos sociales y actividades culturales características de la región.

### Infraestructura y Servicios
La comunidad cuenta con un dispensario del Seguro Social Campesino del IESS, que proporciona atención médica básica a los residentes. Además, Sulupali Grande tiene su propio sistema de agua entubada, abastecido por el río Mandur, lo que garantiza el suministro de agua potable para sus habitantes.

### Retos Actuales
La actividad agrícola está en declive debido a la venta de terrenos para la construcción de quintas vacacionales y la migración de jóvenes hacia ciudades más grandes. Esto ha transformado la comunidad de un entorno agrícola a un destino de recreo para familias de Cuenca y otras ciudades cercanas, especialmente durante fines de semana y feriados.

### Proyecciones Futuras
Sulupali Grande enfrenta el desafío de equilibrar su desarrollo turístico con la preservación de su identidad y tradición agrícola. La comunidad busca adaptarse a estos cambios mientras continúa celebrando sus tradiciones y fortaleciendo su cohesión social.